# Gestricia
Gestricia (en sueco: Gästrikland) es una provincia histórica (landskap) centro-oriental de Suecia. Era la provincia más meridional de la región de Norrland. En la actual organización territorial de Suecia ocupa la parte sur de la provincia de Gävleborg. Su superficie es de 4.215 km² y su población se estima en 146.377 personas en 2006.
Limitaba con las provincias de Uplandia, Vestmania, Dalecarlia y Helsingia, y con el al mar en el golfo de Botnia.

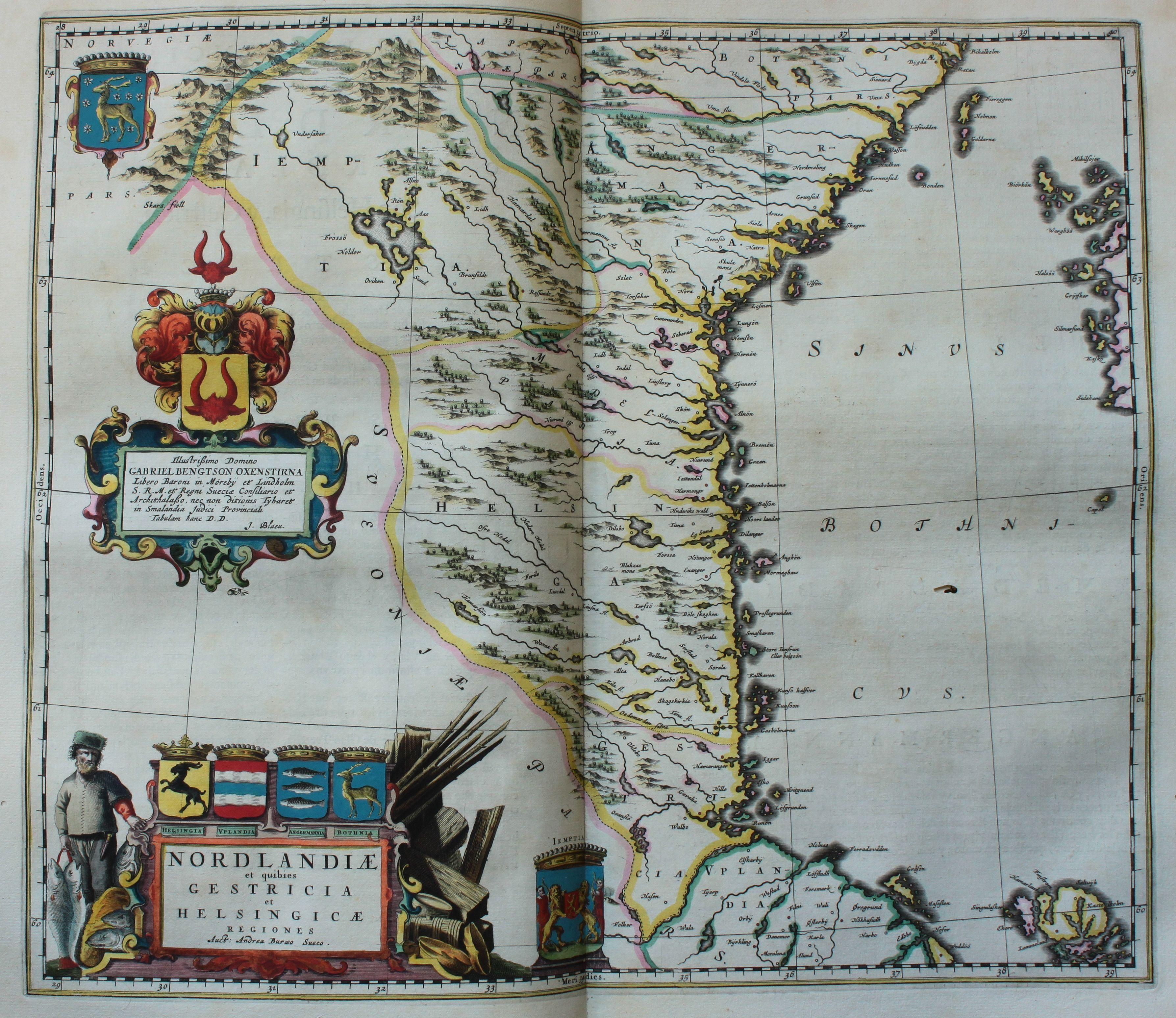
Mapa de Nordland y las regiones de Gestricia y Helsingia (Nordlandiae et quibies Gestricia et Helsingicae regiones), elaborado en Ámsterdam por Joan Blaeu en 1659

Históricamente el territorio ha estado subdividida en dos partes, correspondientes a las dos poblaciones dotadas de estatuto de ciudad de la provincia, Gävle que lo obtuvo en 1400 y Sandviken en 1943; y en dos distritos de corte (tingslag). Estos distritos eran: Gestricia Oriental y Gestricia Occidental.